# Phthirusa pyrifolia
Phthirusa pyrifolia är en tvåhjärtbladig växtart som först beskrevs av Carl Sigismund Kunth, och fick sitt nu gällande namn av August Wilhelm Eichler. Phthirusa pyrifolia ingår i släktet Phthirusa och familjen Loranthaceae. Inga underarter finns listade i Catalogue of Life.